# Урош Нововић
Урош Нововић је српски глумац. Познат је по улогама Поред мене, Режи и Поред нас.

## Лични живот
Рођен је у Београду, на Дорћолу. Цели живот глуми у позоришту. . Студент је на НОВОЈ академији уметности. Глуми у већини представа Рефлектор позоришта.
Пријавио се на кастинг за представу која је део пројекта Буди мушко. На њему је разговарао са редитељима Војканом Арсићем и Мињом Богавац. Након што је изабран, са њима је у војвођанском омладинском центру похађао велики број радионица о родној равноправности, превенцији насиља, екстремизма и слично. Одатле је настала представа Мушкарчине.
Поред филмова и представа, глумио је и у музичким спотовима група С.А.Р.С. и Сви на под. Наводи да му је то изузетно искуство, поготово рад са Бојаном Вунтуришевић. Бави се и режијом.

## Филмографија
| Год.    | Назив          | Улога     |
| ------- | -------------- | --------- |
| 2010-те |                |           |
| 2015    | Поред мене     | Динкић    |
| 2019    | Режи           | Хулиган   |
| 2020-те |                |           |
| 2021    | Поред нас      | Динкић    |
| 2023    | Закопане тајне | Невен Ћук |

## Представе
| Представа                  | Улога       |
| -------------------------- | ----------- |
| Ципеле од кенгурове коже   |             |
| Мушкарчине                 | [ 2 ]       |
| Црвена: Самоубиство нације | [ 5 ]       |
| Жудња                      | [ 6 ] [ 7 ] |
| Gamma Cas                  | [ 8 ]       |
| Сумњиво лице               | [ 9 ]       |
| Буба у уху                 | [ 10 ]      |
| Тајна црне руке            |             |
| Уједињење или смрт 1918.   |             |
| Бајпас Србија              | [ 11 ]      |
| На дан безбедности         |             |
| Ричард трећи               |             |
| Псовање публике            |             |
| Лифт - слободан шоу        | [ 12 ]      |
| Бановић Страхиња           |             |
| Ослобођење Београда        |             |
| Љубавна прича              |             |

## Режија
| Норт форс   |
| Нови станар |